# سزار سولان
سزار سولان (اسپانیایی: César Solaun‎؛ زادهٔ ۲۹ دسامبر ۱۹۷۰) دوچرخه‌سوار اهل اسپانیا است. وی در مسابقات تور دو فرانس و جیرو دیتالیا شرکت کرده است.